# Beatrice Portinari

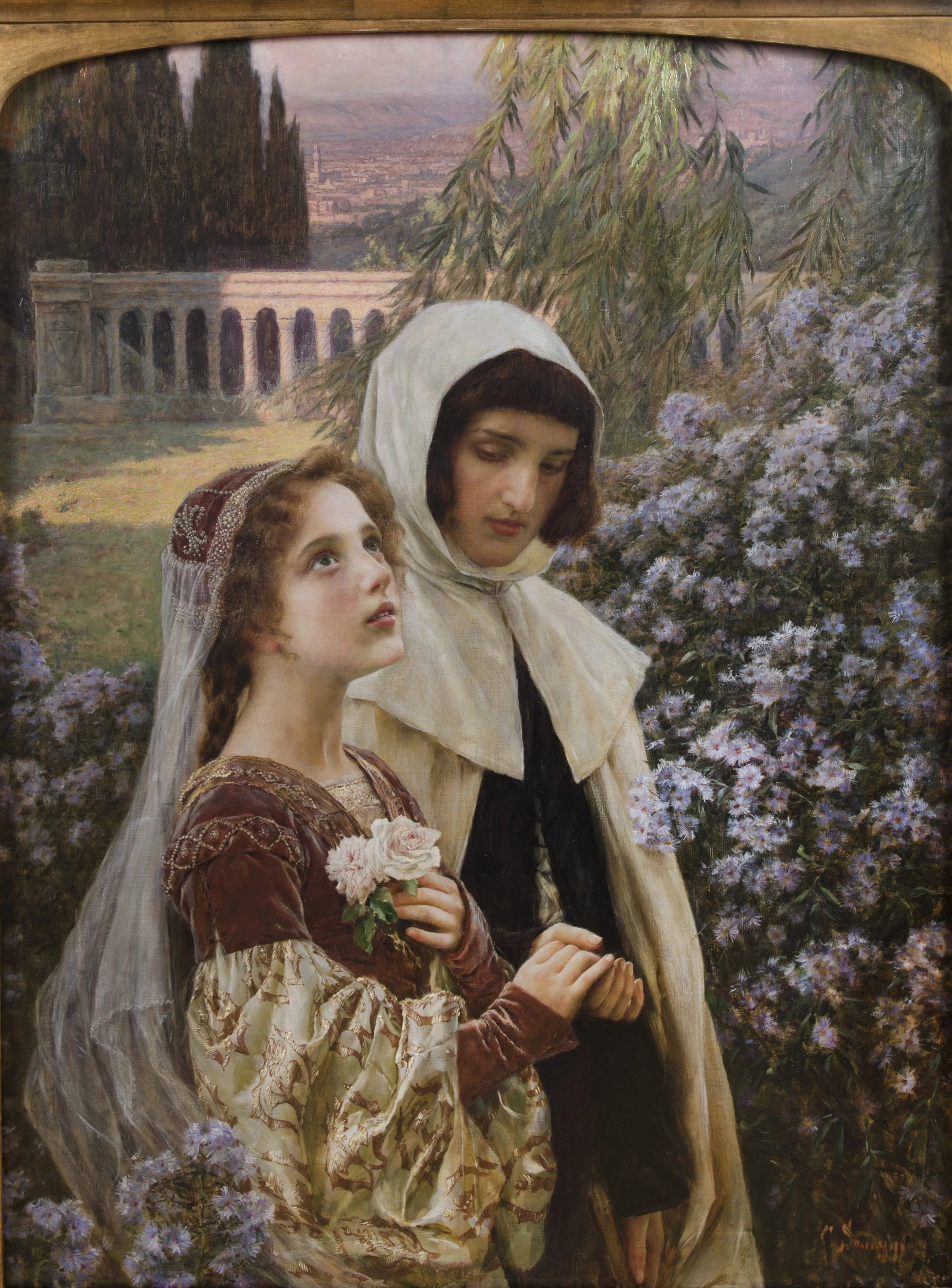
"Incipit vita nova", Dante und Beatrice, 1903, Cesare Saccaggi

Bice Portinari (* 1266; † 8. Juni 1290) war eine Tochter des Florentiner Bankiers Folco Portinari und möglicherweise die Beatrice im Werk des Dichters Dante Alighieri, was aber nicht gesichert ist.

## In Dantes Werk

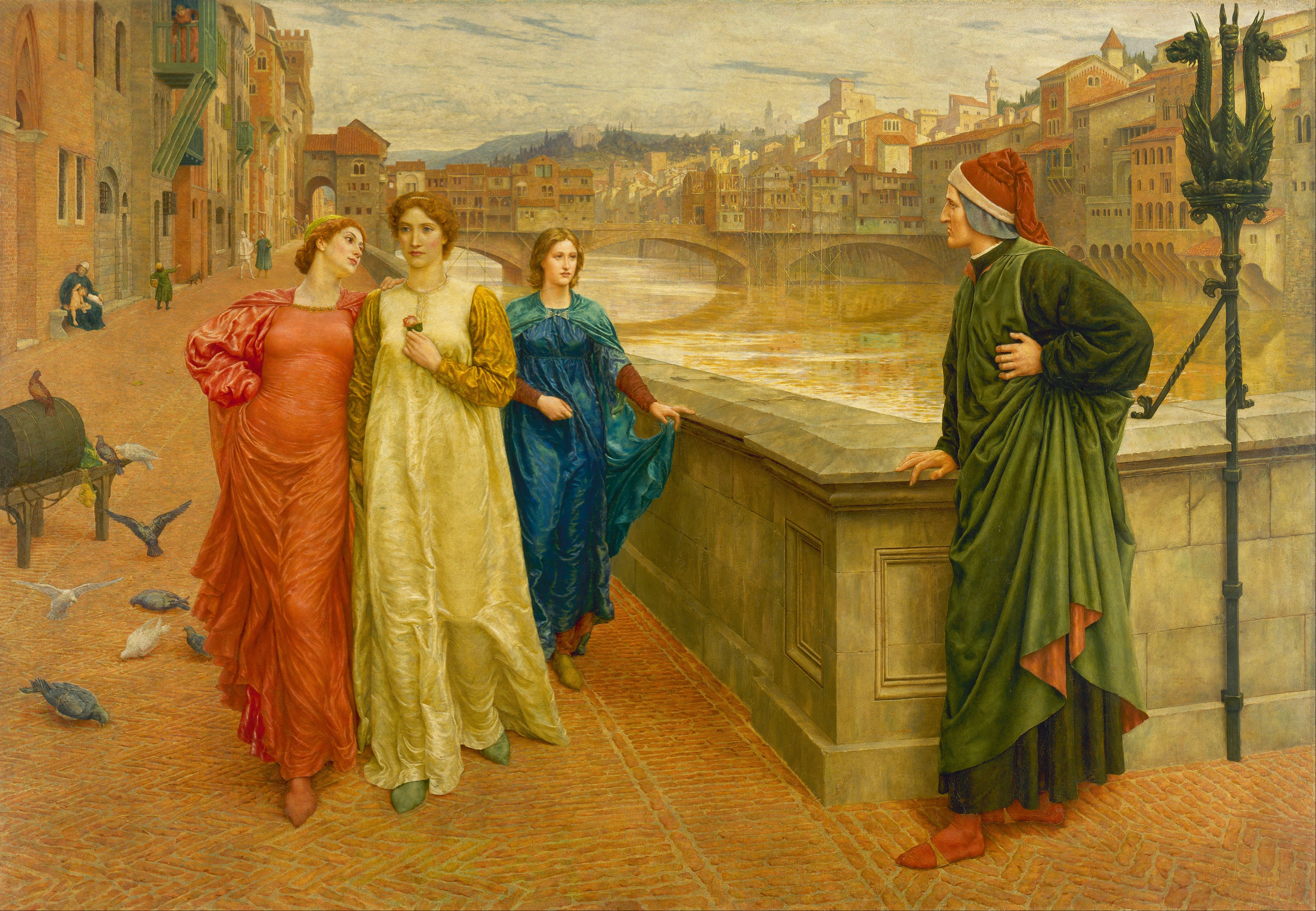
Dante trifft Beatrice an der Ponte Santa Trinita, in einer Interpretation durch Henry Holiday 1883

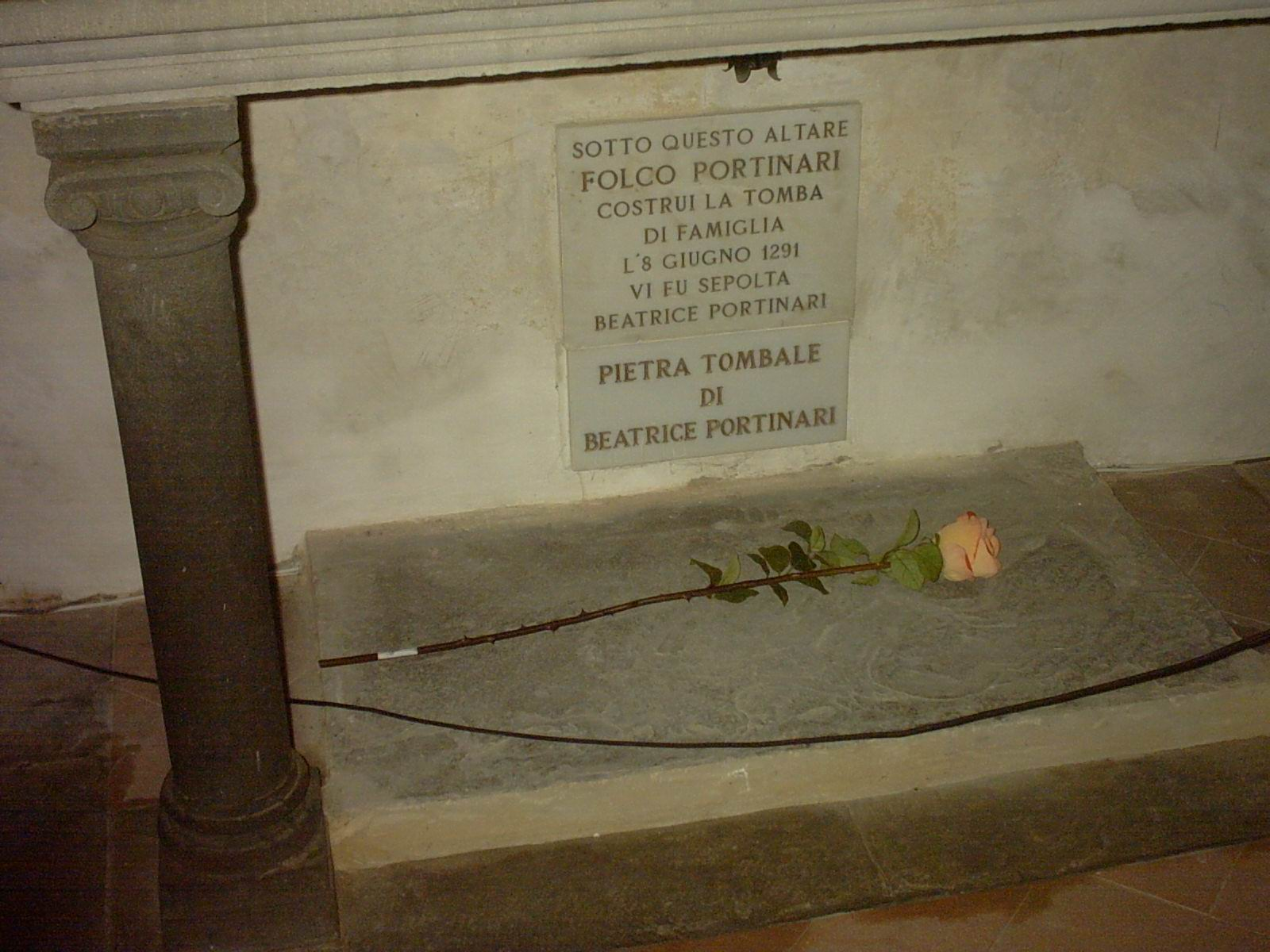
Gedenktafel für Beatrice Portinari an der Familiengrabstätte Portinari in Santa Margherita dei Cerchi, Florenz

Als Achtjährige sei ein Mädchen namens Beatrice zum ersten Mal dem fast neunjährigen Dante bei einem Frühlingsfest begegnet. Neun Jahre später begegneten sich die beiden ein zweites Mal, als sie ihm bei einem Jugendfest einen Blütenkranz überreicht. Beide Male sei er ergriffen gewesen von ihrer engelsgleichen Gestalt. Später sei Dante bei Beatrices Hochzeit zugegen gewesen. Im Alter von 24 Jahren starb sie während einer Epidemie. Das Todesdatum verschlüsselte Dante numerologisch, so dass heute der 8. Juni 1290 als gesichert gilt.
Dante lässt in seinem Erstlingswerk Vita nova den Ich-Erzähler die inneren Wandlungen schildern, die er in der Folge seiner ersten kindlichen Begegnung mit Beatrice durchlebt, welche er seitdem und über den Tod hinaus verehrt.
In seiner Göttlichen Komödie ist es die im Himmel weilende Figur der Beatrice, die den Dichter Vergil beauftragt, den Ich-Erzähler (Dante) durch die Höllenkreise und das Purgatorium zu führen. Am Eingang des Paradiso übernimmt Beatrice selber die Führung durch die neun himmlischen Sphären. Sie ist bei ihm Symbol für die vollkommene Erlösung.

## Historische Figur
Hinter der Mädchenfigur der Beatrice wurde stets ein reales Mädchen vermutet, auch wenn Dante mit Sicherheit anstelle des tatsächlichen Namens seiner Angebeteten einen fiktiven für seine Dichtung wählte. Ein Zusammenhang zwischen der Bice Portinari und Beatrice wurde erstmals durch den mittelalterlichen Dante-Biographen Giovanni Boccaccio vermutet, doch nicht belegt. Im 19. Jahrhundert identifizierten Dante-Forscher wie Michele Scherillo, Giovanni Andrea Scartazzini, Isidoro Del Lungo und Joachim Joseph Berthier Beatrice mit der Tochter des Bankiers Folco Portinari. Diese heiratete im Alter von 20 Jahren den Bankier und Ritter Simone dei Bardi. Die erhaltene väterliche Anweisung ihrer Mitgift belegt die Existenz Bice Portinaris. Die Gleichsetzung von Beatrice und Bice wurde jedoch auch heftig bestritten. Eine Gedenktafel für Beatrice Portinari an der Familiengrabstätte Portinari in der Chiesa di Santa Margherita dei Cerchi in Florenz zeigt eher nicht den Begräbnisort an, da Ehefrauen üblicherweise bei der Familie ihres Mannes beigesetzt wurden.
Dante selbst wurde um 1285 mit Donna Gemma di Manetto aus dem vornehmen Geschlecht der Donati verheiratet. Von seiner ersten Jugendliebe blieb er jedoch tief beeinflusst, was sich bei ihm zu einer Verklärung Beatrices steigerte. Es besteht Anlass, alle Mitteilungen Dantes über Beatrice in symbolischem Sinn bzw. im Sinne des mittelalterlichen Minnesangs aufzufassen.

## Weitere Rezeption
Im Tafelservice berühmter Frauen von Vanessa Bell und Duncan Grant von 1934 ist ihr ein Teller gewidmet.